# Подводные лодки типа «Бенджамин Франклин»
Подводные лодки типа «Бенджамин Франклин» (англ. Benjamin Franklin class SSBN) — серия из двенадцати американских стратегических атомных подводных лодок второго поколения. Третья серия атомных подводных лодок с баллистическими ракетами типа «Лафайет». Лодки вооружались шестнадцатью баллистическими ракетами для подводных лодок «Поларис А3». В начале 1970-х все лодки были перевооружены ракетами «Посейдон», а в начале 1980-х годов шесть лодок получили ракеты «Трайдент-1». Вместе с подводными лодками типов «Джордж Вашингтон», «Этэн Аллен», «Лафайет» и «Джеймс Мэдисон» в 1960-х годах «Бенджамин Франклин» составили флот из 41 стратегического ракетоносца ВМС США. Лодки были названы в честь выдающихся деятелей американской истории и получили прозвище «41 на страже Свободы» (англ. 41 for Freedom).

## История проекта
Третья серия ракетоносцев типа «Лафайет». Подводные лодки серии строились по усовершенствованному проекту. По классификации управления по кораблестроению ВМФ США (англ. Bureau of Ships) относились к проекту SCB 216 mod.2.
На стратегических ракетоносцах типа «Бенджамин Франклин» получила применение технология покрытия турбинной установки и механизмов главных турбозубчатых агрегатов звукопоглощающим материалом, позволившая снизить шумность лодки. В целях снижения шумности была несколько модифицирована конструкция оконечностей и применён винт новой конструкции. В остальном подводные лодки этого типа повторяли конструкцию первой серии лодок типа «Лафайет».
Строились двумя подсериями по шесть лодок. SSBN 640—645 были заказаны флоту в 1962 году, SSBN 654—659 были заказаны на год позже и строились по немного изменённому проекту. Строительство лодок типа велось в 1962—1967 годах на верфях Electric Boat (семь лодок), Newport News (четыре лодки) и Mare Island NSY (одна лодка). Последняя лодка этого типа — Will Rogers (SSBN-659) была сдана флоту 1 апреля 1967 года.

## Конструкция

### Корпус
Прочный корпус изготовлен из стали марки HY-80 и разделён на 6 отсеков:
- торпедный отсек
- жилой
- центральный пост
- ракетный
- реакторный
- вспомогательных механизмов и турбинный

Лёгкий корпус присутствует в районе первого, пятого отсеков и в оконечностях. Передние горизонтальные рули расположены на рубке. Водопроницаемая надстройка занимает 2/3 длины корпуса. За рубкой находится ракетный отсек, в котором установлены 16 шахт, расположенных в два ряда. Шахты закреплены в прочном корпусе, а их верхняя часть выходит в надстройку. Нумерация шахт традиционна для американских стратегических ракетоносцев — от носа в корму. Нечётные номера по правому борту, чётные номера — по левому. В кормовой части расположены вертикальные и горизонтальные рули и один семилопастный винт диаметром 5 метров. После модернизации в начале 80-х годов часть лодок вместо одного вертикального руля была оснащена двойными рулями, расположенными на горизонтальных хвостовых рулях в форме буквы Н.

### Силовая установка
На лодках типа «Бенджамин Франклин» устанавливался водо-водяной реактор S5W фирмы Вестингауз с активной зоной, рассчитанной на 5 лет непрерывной работы до перезарядки. Также в состав главной энергетической установки входили две паровые турбины общей мощностью 15 000 л. с. и два турбогенератора мощностью по 2500 кВт. В резервную энергетическую установку входили дизель-генераторы и резервный гребной электродвигатель мощностью 600 л. с.

### Ракетный отсек
Система хранения и пуска ракет, установленная в ракетном отсеке, состоит из шахтных пусковых установок, подсистемы выброса ракет, подсистемы контроля и управления пуском и погрузочного оборудования. Шахта представляет собой стальной цилиндр, жёстко закреплённый в корпусе лодки. Шахта сверху закрывается крышкой с гидравлическим приводом. Крышка обеспечивает герметизацию шахты и рассчитана на то же давление, что и прочный корпус. На ней расположены четыре контрольно-наладочных лючка для проведения осмотров. Специальный механизм блокировки обеспечивает защиту от несанкционированного проникновения и управляет открытием крышки и технологических лючков.
Внутри шахты устанавливается пусковой стакан и оборудование подачи парогазовой смеси. Пусковой стакан накрывается мембраной, предотвращающей попадание воды внутрь при открывании крышки во время старта. Мембрана имеет куполообразную форму и изготавливается из фенольной смолы армированной асбестом. При запуске ракеты, с помощью установленных на её внутренней стороне профилированных зарядов взрывчатого вещества мембрана разрушается на центральную и несколько боковых частей. Система управления стрельбой Mk 88 позволяет перевести все ракеты в состояние минутной готовности к старту в течение 15 минут. Во время предстартовой подготовки система производит расчёт данных стрельбы, ввод их в ракету, производит предстартовую проверку и осуществляет контроль готовности к запуску.
Перед пуском в шахте создаётся избыточное давление. В каждой шахте для формирования парогазовой смеси установлен пороховой аккумулятор давления (ПАД). Газ, выходя из ПАД-а, проходя через камеру с водой частично охлаждается и, поступая в нижнюю часть пускового стакана, выталкивает ракету с ускорением порядка 10g. Ракета выходит из шахты со скоростью приблизительно 50 м/с. При движении ракеты вверх, происходит разрыв мембраны, и в шахту начинает поступать забортная вода. Крышка шахты закрывается автоматически после выхода ракеты. Вода из шахты выкачивается в специальную заместительную цистерну. Для удержания подводной лодки в стабильном положении и на заданной глубине производится управление работой гироскопических стабилизирующих устройств и перекачка водного балласта.
Пуск ракет может осуществляться с 15-20 секундным интервалом с глубины до 30 метров, при скорости хода около 5 узлов и волнении моря до 6 баллов. Все ракеты могут быть выпущены в одном залпе (испытательные пуски всего боекомплекта никогда не производились).
В воде происходит неуправляемое движение ракеты и после выхода из воды, по данным сигнала датчика ускорений, включается двигатель первой ступени. В штатном режиме включение двигателя происходит на высоте 10-30 метров над уровнем моря.

## Вооружение

### Баллистические ракеты
На всех лодках при постройке устанавливались 16 ракет Поларис А3. Система управления ракетной стрельбой Mk 84 позволяла за 15 минут подготовить ракеты до одноминутной готовности к запуску. Запуск ракет мог осуществляться с глубин до 30 метров при скорости лодки до 5 узлов и волнении моря до 6 баллов. Метод старта — подводный из сухой шахты.
Во время первой замены активной зоны реактора с ноября 1972 по сентябрь 1974 года на всех лодках были установлены ракеты Посейдон С3. Тогда же была установлена новая система управления ракетной стрельбой Mark 88.
Шесть лодок этого типа (USS Benjamin Franklin (SSBN-640), USS Simon Bolivar (SSBN-641), USS George Bancroft (SSBN-643), USS Henry L. Stimson (SSBN-655), USS Francis Scott Key (SSBN-657) и USS Mariano G. Vallejo (SSBN-658)) прошли перевооружение ракетами Трайдент 1-С4. На них была установлена система управления стрельбой Mark 84 mod. 2 с модернизированной навигационной системой и аппаратурой системы NAVSTAR. Система позволяла перенацеливать баллистические ракеты на новые цели в процессе боевого патрулирования. USS Simon Bolivar (SSBN-641) стала первой лодкой этого типа, перевооружённой на ракеты Трайдент-1 на верфи ВМС США Portsmouth NSY в период с 2 марта 1979 по 26 июня 1981 года. Модернизированные подводные лодки стали базироваться на базе Кингс-Бэй (штат Джорджия, США).

### Торпедное вооружение
На подводных лодках типа устанавливались четыре носовых торпедных аппарата Mark-65 калибра 533 мм и система управления торпедной стрельбой Mark 113 mod 9. Применялись торпеды типов Mk14/16, Mk27, Mk37, Mk45, Mk48. По сравнению с лодками Лафайет первых серий боезапас был немного увеличен. Он зависел от типов торпед и мог составлять 13 «длинных» торпед (6,25 м Mk14 или 5,8 м Mk45 и Mk48), 14 «средних» (4-метровых Mk37) или до 23 «коротких» (3,2м Mk27).

### Радиоэлектронное и гидроакустическое оборудование
Первоначально список радиоэлектронного и гидроакустического оборудования включал в себя:
- система управления ракетной стрельбой Mk 84
- система управления торпедной стрельбой Mk 113 Mod.9
- гидроакустический комплекс AN/BQQ-2, в составе:
  - пассивная гидроакустическая станция AN/BQR-2
  - пассивная шумопеленгаторная гидроакустическая станция AN/BQR-7
  - активная гидроакустическая станция AN/BQS-4
  - активная навигационная AN/BQR-19
  - комплекс подводной связи AN/UQC-1
  - антенну контроля собственных шумов AN/BQA-8
- станция гидроакустической разведки AN/WLR-9A
- радиолокационная станция AN/BPS-11A или AN/BPS-15
- навигационный комплекс SINS Mk 2 Mod.4,
- радиосвязной комплекс — рамочная антенна СДВ AN/BRA-16
- кабельная плавающая антенна AS-1554/BRR (антенна КВ-СВ AN/BRA-9, спиральная приёмо-передающая AN/BRA-15)[9].

В 1971—1972 году в процессе перевооружения ракетами Посейдон С3 лодки получили новую систему управления стрельбой Mark 88.
В 1978—1982 году при перевооружении 6 лодок ракетами Трайдент устанавливались новая система управления ракетной стрельбой Mark 88 мод. 2 и стартовый комплекс Mk24 мод.1. Дополнительно были установлены новые гидроакустические станции AN/BQR-15, ГАС AN/BQR-2 модернизирована до уровня AN/BQR-21 и установлена новая АСУ.
В процессе ремонтов в 80-х годах оборудование было модернизировано до одного уровня. Все лодки получили буксируемую антенну AN/BQR-15, модернизированную цилиндрическую антенну AN/BQR-4. Была установлена аппаратура цифровой обработки сигналов, позволяющая одновременно отслеживать до пяти целей. В навигационную систему была добавлена аппаратура астрокоррекции координат, позволившая повысить точность ракетной стрельбы.

## Экипаж
Экипаж подводной лодки составлял 145 человек, в том числе 13 офицеров. Несмотря на внушительные размеры, внутри подводных лодок типа «Бенджамин Франклин» было довольно тесно (по американским меркам). Поэтому для улучшения условий обитаемости конструкторы постарались по максимуму использовать всё свободное пространство. Рядовые члены экипажа размещались на трёхуровневых койках. Медицинское отделение размером с четыре телефонных будки. В случае необходимости, для выполнения медицинских операций использовалась офицерская каюта.

## Сравнительная оценка
Стратегические ракетоносцы типа «Бенджамин Франклин» незначительно отличались от первых двух серий лодок типа «Лафайет». Всего была построена 31 лодка трёх серий. Ракетоносцы получились удачными благодаря использованию системного подхода при их проектировании. Ещё в начале 1950-х годов в ВМС США было создано Управление специальных проектов (Special Project Office). Это управление было ответственно за комплексное руководство разработкой морских стратегических ядерных сил США. Были выработаны тактико-технические требования к ракетам, подводным лодкам, предусматривалось создание необходимой для их эксплуатации инфраструктуры базирования, материально-технического обеспечения и обслуживания. Ракетные шахты были спроектированы с учётом последующих модернизаций — с увеличенным диаметром и сменным пусковым стаканом. Это позволило последовательно провести на лодках замену ракет «Поларис» А-3 на «Посейдон» С-3, а затем частично на «Трайдент-I» С-4.
За счёт фактически однокорпусной конструкции лодки получились по габаритам меньше, чем ракетоносцы второго поколения СССР. Лучше у американских лодок обстояло дело и с шумностью. Подводные лодки СССР были лучше приспособлены для эксплуатации в Арктике и имели ракеты с межконтинентальной дальностью стрельбы. Американские же ракеты «Посейдон» и «Трайдент-1» обладали меньшей дальностью, но оснащались разделяемой головной частью с блоками индивидуального наведения и меньшим КВО. За счёт комплексного подхода, в условиях развитой инфраструктуры и отлаженной организации боевого патрулирования, американские лодки в 70-х годах эксплуатировались с коэффициентом оперативного напряжения 0,5-0,6, а советские — 0,17-0,24.
|                                                       | «Лафайет»                                          | «Джеймс Мэдисон» «Бенджамин Франклин»               | проект 667А            | проект 667Б             | проект 667БД              | «Резолюшн»               | «Редутабль»                                                                                        |
| ----------------------------------------------------- | -------------------------------------------------- | --------------------------------------------------- | ---------------------- | ----------------------- | ------------------------- | ------------------------ | -------------------------------------------------------------------------------------------------- |
| Внешний вид                                           |                                                    |                                                     |                        |                         |                           |                          | |
| Годы постройки                                        | 1961—1964                                          | 1962—1967                                           | 1964—1974              | 1971—1977               | 1973—1975                 | 1964—1969                | 1964—1985                                                                                          |
| Годы службы                                           | 1963—1994                                          | 1964—1995                                           | 1967—1995?             | 1973—1999?              | 1975—1999                 | 1966—1996                | 1969—2008                                                                                          |
| Построено                                             | 9                                                  | 10+12                                               | 34                     | 18                      | 4                         | 4                        | 6                                                                                                  |
| Водоизмещение (т) надводное подводное                 | 7 250 8 250                                        | 7 250 8 250                                         | 7 760 11 500           | 8 900 13 700            | 10 500 15 750             | 7 500 8 500              | 8 100 8 900                                                                                        |
| Число ракет                                           | 16 «Поларис» А-3 затем 16 «Посейдон» С-3           | 16 «Посейдон» С-3 или 16 «Трайдент I» С-4           | 16 Р-27                | 12 Р-29                 | 16 Р-29Д                  | 16 «Поларис» А-3ТК       | 16 M1 затем 16 М2 затем 16 М20 затем 16 M4                                                         |
| Мощность ГЧ · Забрасываемый вес (кг) · дальность (км) | 3*600Кт · 760кг · 4300км 10*50Кт · 2000кг · 4600км | 10*50Кт · 2000кг · 4600км 8*100Кт · 1360кг · 7400км | 1*1Мт · 650кг · 2400км | 1*1Мт · 1100кг · 7800км | 1*800Кт · 1100кг · 9100км | 3*600Кт · 760кг · 4300км | 1*500Кт · 1360кг · 3000км 1*500Кт · 1360кг · 3200км 1*1,2Мт · 1000кг · 3200км 6*150Кт · ? · 5000км |

## Эксплуатация

### История службы
После ввода в эксплуатацию лодки несли активную боевую службу. Из-за небольшой дальности ракет Поларис А-3 (4600км) лодки вели патрулирование в морях, близко расположенных к территории СССР. ПЛАРБ выходили на патрулирование с военно-морских баз:
- Апра (о. Гуам, США) с патрулированием в Филиппинском море;
- Рота (залив Кадис, Испания), с патрулированием в Средиземном море;
- Чарлстон (штат Южная Каролина, США), с патрулированием в районе Гренландии[10].

После перевооружения на ракеты с большей дальностью стрельбы (5600 км для «Посейдон» и 7400 км для «Трайдент-1») ПЛАРБ с пункта базирования Рота были переведены на другие базы. Подлодки, вооружённые ракетами «Посейдон», были направлены на ВМБ Чарлстон, а ПЛАРБ, вооружённые «Трайдент-1», — на ВМБ Кингс-Бэй (штат Джорджия, США) с зоной патрулирования в районе Бермудских островов.
Каждая лодка комплектовалась двумя экипажами — «синим» и «золотым», попеременно выходящими в море. Лодки имели 100-суточный цикл оперативного использования: 68 суток на боевом патрулировании и 32 суток на межпоходовом ремонте в базе. Капитальный ремонт проводился в среднем раз в 5-6 лет. В процессе него производилась замена активной зоны реактора, а также, как правило, модернизация ракетного комплекса и радиоэлектронного оборудования. Это позволило в 60-х годах обеспечить высокий КОН в диапазоне 0,5-0,6. В 1967 году лодки типа «Бенджамин Франклин» совместно с ПЛАРБ других типов группы «41 for Freedom» установили рекорд пребывания в море. В общей сложности лодки провели на боевом патрулировании 8 515 дней.
В результате заключения договора по сокращению вооружений СНВ-II и вступления в строй новых ПЛАРБ типа «Огайо» подводные лодки типа «Бенджамин Франклин» в 90-х годах стали выводиться из состава флота. Лодки этого типа выходили на боевое патрулирование до 1995 года. Две ПЛ — Kamehameha (SSBN-642) и James K Polk (SSBN-645) — были переоборудованы для проведения специальных операций. Работы начались в марте 1994 года и продолжались 19 месяцев. На лодках были демонтированы ракеты, а шахты № 1 и № 2 оборудованы шлюзовым оборудованием для соединения со специальными модулями Dry Deck Shelter (DDS), обеспечивающими выход боевых пловцов. Эти две лодки были переклассифицированы в торпедные, получив номера SSN-642 и SSN-645 соответственно. Они несли свою службу и после того, как остальные ракетные лодки этого типа были выведены из состава флота.
SSN-642 Kamehameha стала последней из лодок группы «41 for Freedom», исключённой из реестра ВМФ США. Её исключили из списков флота 2 апреля 2002 года. SSN-642 установила действующий до сегодняшнего дня рекорд по длительности службы атомной подводной лодки в ВМФ США — 37 лет.
Ежегодная стоимость обслуживания одной подводной лодки типа «Бенджамин Франклин» в 1996 году составляла 13 млн долларов США.

### Вклад в ядерный арсенал
В 1967 году после ввода в строй 41 ПЛАРБ с 656 баллистическими ракетами на борту значительно возросла боевая мощь морских сил ядерного сдерживания (МСЯС) США. МСЯС США по количеству носителей уступали только на треть СЯС наземного базирования и сравнялись с стратегическими бомбардировщиками. 1552 боезарядов, размещённых на ПЛАРБ, составили 40 % от общего количества ядерных боезарядов США . Благодаря высокому КОН больше половины ПЛАРБ находились в постоянной готовности к пуску своих ракет.
К 1978 году ПЛАРБ трёх серий «Лафайет» были переовооружены ракетами «Посейдон С3», а лодки типов «Джордж Вашингтон» и «Этен Аллен» — ракетами «Поларис-АЗТ». На АПЛ было размещено 160 ракет «Поларис-А3Т» (480 боезарядов), 480 ракет «Посейдон С3» (потенциально до 4800 боезарядов, но часть ракет была с 6 ББ) и 16 ракет «Трайдент-1 С4» (128 боезарядов). Это позволило ВМС США довести свой боевой потенциал до 5328 боезарядов, увеличив вклад в ядерный арсенал США до 50 %. С этого времени МСЯС США вышли на первое место по количеству размещённых на носителях боезарядов и продолжают удерживать его до сегодняшнего дня.

### Аварии и столкновения[16]
| ПЛАРБ                            | дата                 | место                                    | происшествие |
| -------------------------------- | -------------------- | ---------------------------------------- | --- |
| USS Benjamin Franklin (SSBN-640) | 11 апреля 1972 года  | верфь Electric Boat, Гротон              | SSBN-640 сталкивается с буксиром в акватории верфи Electric Boat. ПЛАРБ, проходившая на верфи ремонт, не получила повреждений. |
| USS Simon Bolivar (SSBN-641)     | 31 августа 1967 года | 70 миль южнее Чарльстона, Южная Колумбия | SSBN-641, вооружённая 16 ракетами «Поларис», сталкивается с кораблём-целью USS BETELGEUSE (T-AK 260) во время практических стрельб. Никто не был ранен, но ПЛАРБ получила повреждения перископа и выдвижной антенны, оцененные в 1 миллион долларов. «Бетельгейзе» получил пробоину в корпусе. Представители ВМС на пресс-конференции заявили, что ракеты на борту SSBN-641 не были снаряжены ядерными боезарядами и опасности взрыва или ядерного излучения не было. ВМС подчеркнули, что ракеты не были повреждены. ПЛАРБ вынуждена была всплыть, а экипажу пришлось снять с рубки кусок обшивки высотой 1,5 метра и длиной 5 метров для того, чтобы можно было вернуться на базу в надводном положении. |
| USS Kamehameha (SSBN-642)        | 14 декабря 1974 года | центральное Средиземноморье              | SSBN-642 в подводном положении сталкивается с рыболовецким тралом во время учений в Средиземноморье. Был поцарапан корпус по левому борту и повреждён винт. ПЛАРБ вернулась в порт для ремонта собственным ходом. |
| USS James K. Polk (SSBN-645)     | 27 декабря 1996 года | Маддалена, Италия                        | Во время шторма с порывами ветра 160—180 км/ч у USS SIMON LAKE (AS 33) лопнул один из швартовых канатов, который, навалившись на стоявшую рядом SSBN-645, причинил её корпусу незначительные повреждения. Также был причинен ущерб одному LCM, YFNB и пирсу. |
| USS Henry L. Stimson (SSBN-655)  | 22 июля 1977 года    | ППБ Рота, Испания                        | SSBN-655 попала в рыболовную сеть испанского траулера, во время прохождения тренировки в районе ППБ Рота, Испания. |
| USS Will Rogers (SSBN-659)       | 3 января 1989 года   | залив Клайд                              | SSBN-659 сталкивается с британским рыболовецким траулером NEW DAWN. ПЛАРБ получила серьёзные повреждения корпуса. Сообщений о жертвах не поступало. По словам одного из членов экипажа Билла Кунта (англ. Bill Koont), «траулер шёл рядом с ещё одним, без судовых огней. Рулевой на траулере попытался проскочить между нашей надстройкой и хвостовым рулём и врезался в нас!». |

## Представители[16]
| Название и номер                        | Верфь           | Изображение | Дата заказа    | Дата закладки   | Дата спуска на воду | Дата вступления в строй | Дата вывода из состава флота |
| --------------------------------------- | --------------- | ----------- | -------------- | --------------- | ------------------- | ----------------------- | ---------------------------- |
| USS Benjamin Franklin (SSBN-640)        | Electric Boat   |             | 1 ноября 1962  | 25 мая 1963     | 5 декабря 1964      | 22 октября 1965         | 23 ноября 1993               |
| USS Simon Bolivar (SSBN-641)            | Newport News    |             | 1 ноября 1962  | 17 апреля 1963  | 22 августа 1964     | 29 октября 1965         | 24 февраля 1995              |
| USS Kamehameha (SSBN-642)               | Electric Boat   |             | 1 августа 1962 | 2 мая 1963      | 16 января 1965      | 10 декабря 1965         | 2 апреля 2002                |
| USS George Bancroft (SSBN-643)          | Electric Boat   |             | 1 ноября 1962  | 24 августа 1963 | 20 марта 1965       | 22 января 1966          | 21 сентября 1993             |
| USS Lewis and Clark (SSBN-644)          | Newport News    |             | 1 ноября 1962  | 29 июля 1963    | 21 ноября 1964      | 22 декабря 1965         | 1 августа 1992               |
| USS James K. Polk (SSBN-645)            | Electric Boat   |             | 1 ноября 1962  | 23 ноября 1963  | 22 мая 1965         | 16 апреля 1966          | 8 января 1999                |
| USS George C. Marshall (SSBN-654)       | Newport News    |             | 29 июля 1963   | 2 марта 1964    | 21 мая 1965         | 29 апреля 1966          | 24 сентября 1992             |
| USS Henry L. Stimson (SSBN-655)         | Electric Boat   |             | 29 июля 1963   | 4 апреля 1964   | 13 ноября 1965      | 20 августа 1966         | 5 мая 1993                   |
| USS George Washington Carver (SSBN-656) | Newport News    |             | 29 июля 1963   | 24 августа 1964 | 14 августа 1965     | 15 июня 1966            | 18 марта 1993                |
| USS Francis Scott Key (SSBN-657)        | Electric Boat   |             | 29 июля 1963   | 5 декабря 1964  | 23 апреля 1965      | 3 декабря 1966          | 2 сентября 1993              |
| USS Mariano G. Vallejo (SSBN-658)       | Mare Island NSY |             | 29 июля 1963   | 7 июля 1964     | 23 октября 1965     | 16 декабря 1966         | 9 марта 1995                 |
| USS Will Rogers (SSBN-659)              | Electric Boat   |             | 29 июля 1963   | 20 марта 1965   | 21 июля 1966        | 1 апреля 1967           | 12 апреля 1993               |